# بيلي مايرز
بيلي مايرز (بالإنجليزية: Billy Myers)‏ هو لاعب كرة قاعدة أمريكي، ولد في 14 أغسطس 1910 في إينولا في الولايات المتحدة، وتوفي في 10 أبريل 1995 في Carlisle, Pennsylvania ‏ في الولايات المتحدة.

## وصلات خارجية
- بيلي مايرز على موقعبيزبول رفرنس.كوم (الدوري الرئيسي) (الإنجليزية)
- بيلي مايرز على موقعبيزبول رفرنس.كوم (الدوري الثانوي) (الإنجليزية)